# بيتر والش
بيتر والش (بالإنجليزية: Peter Walsh)‏ (9 يناير 1954 - ) هو لاعب كرة سلة أسترالي في مركز الوسط، شارك في بطولة كأس العالم لكرة السلة 1978 والألعاب الأولمبية الصيفية 1976 والألعاب الأولمبية الصيفية 1980. وشارك مع منتخب أستراليا الوطني لكرة السلة.

## وصلات خارجية
- بيتر والش على موقع الاتحاد الدولي لكرة السلة (الإنجليزية)
- بيتر والش على موقع سبورتس رفرنس (الإنجليزية)
- بيتر والش على موقع أوليمبيديا (الإنجليزية)